# Tomasz Janik
Tomasz Janik (ur. 1970) – polski urzędnik, konsul generalny w Łucku (2007–2011).

## Życiorys
Tomasz Janik ukończył studia na Wydziale Historycznym Uniwersytetu Jagiellońskiego. W latach 1996–1997 uczył historii i wiedzy o społeczeństwie w liceum ogólnokształcącym w Krakowie. W latach 1997–1999 był słuchaczem Krajowej Szkoły Administracji Publicznej. W 2006 ukończył studia magisterskie na Wydziale Prawa i Administracji Uniwersytetu Łódzkiego.
W kwietniu 1999 rozpoczął pracę w Departamencie Spraw Obywatelskich Ministerstwa Spraw Wewnętrznych i Administracji na stanowisku głównego specjalisty. W styczniu 2000 awansował na naczelnika Wydziału ds. Repatriacji tamże. Od lipca 2001, w związku z reorganizacją administracji państwowej, kontynuował pracę w Urzędzie ds. Repatriacji i Cudzoziemców. Następnie ponownie w MSWiA, jako naczelnik wydziału w Departamencie Obywatelstwa i Repatriacji. Uczestniczył w pracach nad ustawą o repatriacji oraz projektem ustawy o stwierdzaniu pochodzenia polskiego. Od 2007 do 2011 był Konsulem Generalnym RP w Łucku. Po zakończeniu kadencji powrócił do MSWiA.
Zna rosyjski i francuski. Jest żonaty. Ma jedno dziecko.